# Vit bägarranka
Vit bägarranka (Mandevilla boliviensis) art i familjen oleanderväxter från Bolivia och Ecuador. Den odlas som krukväxt i Sverige.
Det är en städsegrön klättrande buske som blir 3-4 m, i kruka något lägre. Bladen är motsatta, spetsigt ovala, ljust gröna och glänsande. Blommorna blir ca fem cm i diameter, de är trattlika, vita med gult svalg.

## Odling
Se bägarrankesläktet.

## Synonymer
- Dipladenia boliviensis Hook.f.
- Mandevilla cereola R.E.Woodson
- Mandevilla pittieri R.E.Woodson